# Дискография Anthrax
Американская трэш-метал-группа Anthrax за свою историю выпустила одиннадцать студийных альбомов, шесть концертных альбомов, семь сборников, четыре мини-альбома и двадцать шесть синглов. Видеография насчитывает шесть видеоальбомов и двадцать шесть видеоклипов. Вместе с такими группами, как Slayer, Metallica и Megadeth, Anthrax входит в «большую четвёрку трэш-метала».
Anthrax основана в 1981 году в Нью-Йорке Скоттом Яном и Дэнни Лилкером, которые взяли название группы (медицинское обозначение сибирской язвы) из учебника биологии. Кроме указанных двух музыкантов в первый состав группы входили: Кенни Кашер и Дейв Вейс. После выпуска своего дебютного альбома Fistful of Metal (1984) на независимом лейбле Megaforce Records Anthrax подписала контракт с крупным лейблом Island Records. Певец Джоуи Беладонна и басист Фрэнк Белло присоединились к составу группы, и в следующем году был выпущен альбом Spreading the Disease. Третий студийный альбом группы Among the Living (1987) стал коммерческим прорывом, достигнув 62-го места в Billboard 200 и получив статус золотого от Американской ассоциации звукозаписывающих компаний (RIAA) и серебряного от Британской ассоциации производителей фонограмм (BPI). Четвертый альбом State of Euphoria (1988) достиг 31-го места в Billboard 200 и получил золотую сертификацию в США.
Альбом Persistence of Time (1990), отличающийся более мрачным содержанием лирики, чем предыдущие работы группы, достиг 24-го места в Billboard 200. Шестой студийный альбом группы Sound of White Noise (1993), первый с вокалистом Джоном Бушем, занял самое высокое в истории Antrhrax место в чартах США, достигнув седьмой позиции и получив золотую сертификацию. Вскоре группу покинул гитарист Дэн Спитц, а барабанщик Чарли Бенанте исполнил большую часть партий соло-гитары на Stomp 442 (1995). На концертах в поддержку альбома соло-гитаристом был Пол Крук. Volume 8: The Threat Is Real (1998) был выпущен на независимом лейбле Ignition Records, чье наступившее банкротство существенно повлияло на продажи альбомов в худшую сторону. Девятый студийный альбом We've Come for You All (2003), первый с участием гитариста Роба Каджиано, вошел в Billboard 200 под номером 122, но не попал в большинство иностранных чартов. Белладонна вернулся в группу к моменту записи Worship Music (2011), принял участие в создании For All Kings (2016) и продолжает работать в Anthrax в настоящее время. Последние два альбома группы получили положительные отзывы критиков.
| Сокращения названий стран (по стандарту ГОСТ 7.67) | Сокращения названий стран (по стандарту ГОСТ 7.67)                                                                         |                                                                    |
| --- | --- | ------------------------------------------------------------------ |
| \| - АВС — Австралия - АВТ — Австрия - БЕЛ — Бельгия - ВЕЛ — Великобритания - ВЕН — Венгрия - ГЕР — Германия \| - ИТА — Италия - КАН — Канада - НИД — Нидерланды - НОЗ — Новая Зеландия - НОР — Норвегия - США — Соединённые Штаты Америки \| - ФИН — Финляндия - ФРА — Франция - ШВА — Швейцария - ШВЕ — Швеция \| | |                                                                    |
| - АВС — Австралия - АВТ — Австрия - БЕЛ — Бельгия - ВЕЛ — Великобритания - ВЕН — Венгрия - ГЕР — Германия | - ИТА — Италия - КАН — Канада - НИД — Нидерланды - НОЗ — Новая Зеландия - НОР — Норвегия - США — Соединённые Штаты Америки | - ФИН — Финляндия - ФРА — Франция - ШВА — Швейцария - ШВЕ — Швеция |

## Альбомы

### Студийные альбомы
| Год                                                                                       | Название                     | Данные                                                    | Высшие позиции в чартах | Высшие позиции в чартах | Высшие позиции в чартах | Высшие позиции в чартах | Высшие позиции в чартах | Высшие позиции в чартах | Высшие позиции в чартах | Высшие позиции в чартах | Высшие позиции в чартах | Высшие позиции в чартах | Высшие позиции в чартах | Сертификации                              |
| Год                                                                                       | Название                     | Данные                                                    | АВС                     | ВЕЛ                     | ГЕР                     | КАН                     | НИД                     | НОЗ                     | НОР                     | США                     | ФИН                     | ШВА                     | ШВЕ                     | Сертификации                              |
| ----------------------------------------------------------------------------------------- | ---------------------------- | --------------------------------------------------------- | ----------------------- | ----------------------- | ----------------------- | ----------------------- | ----------------------- | ----------------------- | ----------------------- | ----------------------- | ----------------------- | ----------------------- | ----------------------- | ----------------------------------------- |
| 1984                                                                                      | Fistful of Metal             | - Дата выхода: январь 1984 - Лейбл: Megaforce             | —                       | —                       | —                       | —                       | —                       | —                       | —                       | —                       | —                       | —                       | —                       |                                           |
| 1985                                                                                      | Spreading the Disease        | - Дата выхода: 30 октября 1985 - Лейбл: Megaforce/Island  | —                       | —                       | —                       | —                       | —                       | —                       | —                       | 113                     | —                       | —                       | —                       |                                           |
| 1987                                                                                      | Among the Living             | - Дата выхода: 22 марта 1987 - Лейбл: Megaforce/Island    | —                       | 18                      | 46                      | —                       | 46                      | —                       | —                       | 62                      | —                       | —                       | 43                      | RIAA: Золотой BPI: Серебряный             |
| 1988                                                                                      | State of Euphoria            | - Дата выхода: 18 сентября 1988 - Лейбл: Megaforce/Island | 82                      | 12                      | 15                      | 87                      | 57                      | —                       | 17                      | 30                      | —                       | 20                      | 21                      | RIAA: Золотой BPI: Серебряный MC: Золотой |
| 1990                                                                                      | Persistence of Time          | - Дата выхода: 21 августа 1990 - Лейбл: Megaforce/Island  | 30                      | 13                      | 35                      | —                       | 45                      | 4                       | 15                      | 24                      | —                       | —                       | 46                      | RIAA: Золотой                             |
| 1993                                                                                      | Sound of White Noise         | - Дата выхода: 25 мая 1993 - Лейбл: Elektra               | 30                      | 14                      | 35                      | 13                      | 52                      | 46                      | —                       | 7                       | —                       | 40                      | 21                      | RIAA: Золотой MC: Золотой                 |
| 1995                                                                                      | Stomp 442                    | - Дата выхода: 24 октября 1995 - Лейбл: Elektra           | 49                      | 77                      | —                       | 81                      | —                       | —                       | —                       | 47                      | 36                      | —                       | —                       |                                           |
| 1998                                                                                      | Volume 8: The Threat Is Real | - Дата выхода: 21 июля 1998 - Лейбл: Ignition             | 59                      | 73                      | 43                      | —                       | —                       | —                       | —                       | 118                     | 38                      | —                       | —                       |                                           |
| 2003                                                                                      | We've Come for You All       | - Дата выхода:6 мая 2003 - Лейбл: Sanctuary               | —                       | 102                     | 22                      | —                       | —                       | —                       | —                       | 122                     | —                       | —                       | —                       |                                           |
| 2011                                                                                      | Worship Music                | - Дата выхода: 13 сентября 2011 - Лейбл: Megaforce        | 35                      | 49                      | 13                      | 33                      | 64                      | —                       | —                       | 12                      | 6                       | 28                      | 24                      |                                           |
| 2016                                                                                      | For All Kings                | - Дата выхода: 26 февраля 2016 - Лейбл: Megaforce         | 12                      | 21                      | 5                       | 14                      | 50                      | 33                      | 25                      | 9                       | 4                       | 8                       | 49                      |                                           |
| «—» обозначает запись, которая не попала в чарты или не была выпущена на этой территории. |                              |                                                           |                         |                         |                         |                         |                         |                         |                         |                         |                         |                         |                         |                                           |

### Концертные альбомы
| Год                                                                                       | Название                                                                   | Данные                                                 | Высшие позиции в чартах | Высшие позиции в чартах | Высшие позиции в чартах | Высшие позиции в чартах | Высшие позиции в чартах | Высшие позиции в чартах |
| Год                                                                                       | Название                                                                   | Данные                                                 | АВС                     | БЕЛ                     | ГЕР                     | НИД                     | ФИН                     | ШВА                     |
| ----------------------------------------------------------------------------------------- | -------------------------------------------------------------------------- | ------------------------------------------------------ | ----------------------- | ----------------------- | ----------------------- | ----------------------- | ----------------------- | ----------------------- |
| 1994                                                                                      | Live: The Island Years                                                     | - Дата выхода: 5 апреля 1994 - Лейбл: Island           | —                       | —                       | —                       | —                       | —                       | —                       |
| 2004                                                                                      | Music of Mass Destruction                                                  | - Дата выхода: 20 апреля 2004 - Лейбл: Sanctuary       | —                       | —                       | 88                      | —                       | —                       | —                       |
| 2005                                                                                      | Alive 2                                                                    | - Дата выхода: 20 сентября 2005 - Лейбл: Sanctuary     | —                       | —                       | —                       | —                       | —                       | —                       |
| 2007                                                                                      | Caught in a Mosh: BBC Live in Concert                                      | - Дата выхода: 22 января 2007 - Лейбл: Universal       | —                       | —                       | —                       | —                       | —                       | —                       |
| 2010                                                                                      | The Big 4 Live from Sofia, Bulgaria (with Metallica, Slayer, and Megadeth) | - Дата выхода: 29 октября 2010 - Лейбл: Warner Bros.   | 71                      | 73                      | 59                      | 75                      | 31                      | 63                      |
| 2014                                                                                      | Chile on Hell                                                              | - Дата выхода: 16 сентября 2014 - Лейбл: Nuclear Blast | —                       | —                       | —                       | —                       | —                       | —                       |
| 2018                                                                                      | Kings Among Scotland                                                       | - Дата выхода: 27 апреля 2018 - Лейбл: Nuclear Blast   | —                       | —                       | 51                      | —                       | —                       | —                       |
| «—» обозначает запись, которая не попала в чарты или не была выпущена на этой территории. |                                                                            |                                                        |                         |                         |                         |                         |                         |                         |

### Сборники
| Год                                                                                       | Название                           | Данные                                           | Высшие позиции в чартах | Высшие позиции в чартах | Высшие позиции в чартах | Высшие позиции в чартах | Сертификации              |
| Год                                                                                       | Название                           | Данные                                           | АВС                     | ВЕЛ                     | КАН                     | США                     | Сертификации              |
| 1991                                                                                      | Attack of the Killer B's           | - Дата выхода: 25 июня 1991 - Лейбл: Island      | 50                      | 13                      | 45                      | 27                      | RIAA: Золотой MC: Золотой |
| 1999                                                                                      | Return of the Killer A's           | - Дата выхода: 23 ноября 1999 - Лейбл: Beyond    | —                       | —                       | —                       | —                       |                           |
| 2001                                                                                      | Madhouse: The Very Best of Anthrax | - Дата выхода: 26 июня 2001 - Лейбл: Island      | —                       | —                       | —                       | —                       |                           |
| 2004                                                                                      | The Greater of Two Evils           | - Дата выхода: 23 ноября 2004 - Лейбл: Sanctuary | —                       | —                       | —                       | —                       |                           |
| 2005                                                                                      | Anthrology: No Hit Wonders         | - Дата выхода:20 сентября 2005 - Лейбл: Island   | —                       | —                       | —                       | —                       |                           |
| «—» обозначает запись, которая не попала в чарты или не была выпущена на этой территории. |                                    |                                                  |                         |                         |                         |                         |                           |

### Видеоальбомы
| Название                                                                                  | Данные                                                  | Высшие позиции в чартах | Высшие позиции в чартах | Сертификации                         |
| Название                                                                                  | Данные                                                  | США                     | ГЕР                     | Сертификации                         |
| ----------------------------------------------------------------------------------------- | ------------------------------------------------------- | ----------------------- | ----------------------- | ------------------------------------ |
| Return of the Killer A’s: Video Collection                                                | - Дата выхода: 23 ноября 1999 - Лейбл: Beyond           | —                       | —                       |                                      |
| Music of Mass Destruction                                                                 | - Дата выхода: 20 апреля 2004 - Лейбл: Sanctuary        | —                       | 88                      |                                      |
| Alive 2: The DVD                                                                          | - Дата выхода: 20 сентября 2005 - Лейбл: Sanctuary      | —                       | —                       |                                      |
| Anthrology: No Hit Wonders — The Videos                                                   | - Дата выхода: 20 сентября 2005 - Лейбл: Island Def Jam | —                       | —                       |                                      |
| The Big 4 Live From Sofia, Bulgaria (with Metallica, Slayer, and Megadeth)                | - Дата выхода: 29 октября 2010 - Лейбл: Universal Music | 1                       | 4                       | - RIAA: 2×Платиновый - BVMI: Золотой |
| Chile on Hell                                                                             | - Дата выхода: 16 сентября 2014 - Лейбл: Megaforce      | —                       | —                       |                                      |
| Kings Among Scotland                                                                      | - Дата выхода: 27 апреля 2018 - Лейбл: Nuclear Blast    | —                       | 51                      |                                      |
| «—» обозначает запись, которая не попала в чарты или не была выпущена на этой территории. |                                                         |                         |                         |                                      |

## Мини-альбомы
| Название                                                                                  | Данные                                          | Высшие позиции в чартах | Высшие позиции в чартах | Высшие позиции в чартах | Высшие позиции в чартах | Высшие позиции в чартах | Сертификации                     |
| Название                                                                                  | Данные                                          | ВЕЛ                     | НИД                     | НОЗ                     | США                     | ШВЕ                     | Сертификации                     |
| ----------------------------------------------------------------------------------------- | ----------------------------------------------- | ----------------------- | ----------------------- | ----------------------- | ----------------------- | ----------------------- | -------------------------------- |
| Armed and Dangerous                                                                       | - Дата выхода: февраль 1985 - Лейбл: Megaforce  | —                       | —                       | —                       | —                       | —                       |                                  |
| I'm the Man                                                                               | - Дата выхода: 1987 - Лейбл: Island             | 20                      | —                       | 21                      | 53                      | 42                      | - RIAA: Платиновый - MC: Золотой |
| Penikufesin                                                                               | - Дата выхода: август 1989 - Лейбл: Island      | —                       | 51                      | —                       | —                       | —                       |                                  |
| Anthems                                                                                   | - Дата выхода: 19 марта 2013 - Лейбл: Megaforce | —                       | —                       | —                       | 52                      | —                       |                                  |
| «—» обозначает запись, которая не попала в чарты или не была выпущена на этой территории. |                                                 |                         |                         |                         |                         |                         |                                  |

## Синглы
| Название                                                                                  | Год  | Высшие позиции в чартах | Высшие позиции в чартах | Высшие позиции в чартах | Высшие позиции в чартах | Высшие позиции в чартах | Высшие позиции в чартах | Альбом                               |
| Название                                                                                  | Год  | US Rock                 | US Main.                | AUS                     | NLD                     | NZ                      | UK                      | Альбом                               |
| ----------------------------------------------------------------------------------------- | ---- | ----------------------- | ----------------------- | ----------------------- | ----------------------- | ----------------------- | ----------------------- | ------------------------------------ |
| «Soldiers of Metal»                                                                       | 1983 | —                       | —                       | —                       | —                       | —                       | —                       | Fistful of Metal                     |
| «Madhouse»                                                                                | 1985 | —                       | —                       | —                       | —                       | —                       | —                       | Spreading the Disease                |
| «I Am the Law»                                                                            | 1987 | —                       | —                       | —                       | 93                      | —                       | 32                      | Among the Living                     |
| «Indians»                                                                                 | 1987 | —                       | —                       | —                       | —                       | —                       | 44                      | Among the Living                     |
| «Make Me Laugh»                                                                           | 1988 | —                       | —                       | —                       | —                       | —                       | 26                      | State of Euphoria                    |
| «Antisocial»                                                                              | 1988 | —                       | —                       | —                       | —                       | —                       | 44                      | State of Euphoria                    |
| «Got the Time»                                                                            | 1990 | —                       | —                       | —                       | —                       | —                       | 16                      | Persistence of Time                  |
| «In My World»                                                                             | 1990 | —                       | —                       | —                       | —                       | —                       | 29                      | Persistence of Time                  |
| «Belly of the Beast»                                                                      | 1990 | —                       | —                       | —                       | —                       | —                       | —                       | Persistence of Time                  |
| «Bring the Noise» (with Public Enemy)                                                     | 1991 | —                       | —                       | —                       | —                       | 10                      | 14                      | Attack of the Killer B’s             |
| «Only»                                                                                    | 1993 | —                       | 26                      | —                       | 48                      | —                       | 36                      | Sound of White Noise                 |
| «Room for One More»                                                                       | 1993 | —                       | —                       | —                       | —                       | —                       | —                       | Sound of White Noise                 |
| «Black Lodge»                                                                             | 1993 | —                       | 38                      | —                       | —                       | —                       | 53                      | Sound of White Noise                 |
| «Hy Pro Glo»                                                                              | 1994 | —                       | —                       | —                       | —                       | —                       | —                       | Sound of White Noise                 |
| «Fueled»                                                                                  | 1995 | —                       | —                       | —                       | —                       | —                       | —                       | Stomp 442                            |
| «Nothing»                                                                                 | 1996 | —                       | —                       | 51                      | —                       | —                       | 89                      | Stomp 442                            |
| «Bordello of Blood»                                                                       | 1996 | —                       | —                       | —                       | —                       | —                       | —                       | Bordello of Blood                    |
| «Inside Out»                                                                              | 1998 | —                       | —                       | —                       | —                       | —                       | 95                      | Volume 8: The Threat Is Real         |
| «Crush»                                                                                   | 1998 | —                       | —                       | —                       | —                       | —                       | —                       | Volume 8: The Threat Is Real         |
| «Piss N' Vinegar»                                                                         | 1998 | —                       | —                       | —                       | —                       | —                       | —                       | Volume 8: The Threat Is Real         |
| «Born Again Idiot»                                                                        | 1998 | —                       | —                       | —                       | —                       | —                       | —                       | Volume 8: The Threat Is Real         |
| «Ball of Confusion»                                                                       | 1999 | —                       | —                       | —                       | —                       | —                       | —                       | Return of the Killer A’s             |
| «Taking the Music Back»                                                                   | 2003 | —                       | —                       | —                       | —                       | —                       | —                       | We’ve Come for You All               |
| «Safe Home»                                                                               | 2004 | —                       | —                       | —                       | —                       | —                       | —                       | We’ve Come for You All               |
| «What Doesn’t Die»                                                                        | 2004 | —                       | —                       | —                       | —                       | —                       | —                       | We’ve Come for You All               |
| «Fight 'Em 'Til You Can't»                                                                | 2011 | —                       | —                       | —                       | —                       | —                       | —                       | Worship Music                        |
| «The Devil You Know»                                                                      | 2011 | 28                      | 33                      | —                       | —                       | —                       | —                       | Worship Music                        |
| «In The End»                                                                              | 2011 | —                       | —                       | —                       | —                       | —                       | —                       | Worship Music                        |
| «I’m Alive»                                                                               | 2012 | 26                      | 29                      | —                       | —                       | —                       | —                       | Worship Music                        |
| «Neon Knights»                                                                            | 2014 | —                       | —                       | —                       | —                       | —                       | —                       | Ronnie James Dio - This Is Your Life |
| «Evil Twin»                                                                               | 2016 | —                       | —                       | —                       | —                       | —                       | —                       | For All Kings                        |
| «Breathing Lightning»                                                                     | 2016 | —                       | 33                      | —                       | —                       | —                       | —                       | For All Kings                        |
| «Monster At The End»                                                                      | 2016 | —                       | —                       | —                       | —                       | —                       | —                       | For All Kings                        |
| «—» обозначает запись, которая не попала в чарты или не была выпущена на этой территории. |      |                         |                         |                         |                         |                         |                         |                                      |

## Видеоклипы
| Название                              | Год  | Режиссёры                  | Альбом                       |
| ------------------------------------- | ---- | -------------------------- | ---------------------------- |
| «Metal Thrashing Mad»                 | 1984 | н/д                        | Fistful of Metal             |
| «Madhouse»                            | 1985 | Amos Poe                   | Spreading the Disease        |
| «Indians»                             | 1987 | Jean Pellerin              | Among the Living             |
| «I’m the Man»                         | 1987 | John Mills                 | I’m The Man                  |
| «Caught in a Mosh» (version 1)        | 1987 | John Mills                 | Among The Living             |
| «I Am the Law»                        | 1987 | John Mills                 | Among The Living             |
| «Among the Living»                    | 1987 | John Mills                 | Among The Living             |
| «Gung-Ho» (Live)                      | 1988 | John Mills                 | Spreading the Disease        |
| «Antisocial»                          | 1988 | John Mills                 | State Of Euphoria            |
| «Who Cares Wins»                      | 1988 | Paul Rachman               | State Of Euphoria            |
| «In My World»                         | 1990 | Ian Fletcher               | Persistence of Time          |
| «Got the Time»                        | 1990 | Parris Mayhew              | Persistence of Time          |
| «Belly of the Beast»                  | 1991 | Ian Fletcher               | Persistence of Time          |
| «Bring the Noise» (with Public Enemy) | 1991 | Mick Mayhew, Parris Mayhew | Attack of the Killer B’s     |
| «Only»                                | 1993 | Paul Elledge               | Sound of White Noise         |
| «Black Lodge»                         | 1993 | Mark Pellington            | Sound of White Noise         |
| «Room for One More»                   | 1994 | George Dougherty           | Sound of White Noise         |
| «Hy Pro Glo»                          | 1994 | George Dougherty           | Sound of White Noise         |
| «Fueled»                              | 1995 | Marcos Siega               | Stomp 442                    |
| «Nothing»                             | 1996 | Marcos Siega               | Stomp 442                    |
| «Inside Out»                          | 1998 | Marcos Siega               | Volume 8: The Threat Is Real |
| «Safe Home»                           | 2003 | Robert Carlsen             | We’ve Come For You All       |
| «Taking The Music Back»               | 2003 | н/д                        | We’ve Come For You All       |
| «What Doesn’t Die»                    | 2004 | Michael John Sarna         | We’ve Come For You All       |
| «Deathrider»                          | 2004 | н/д                        | The Greater of Two Evils     |
| «Caught in a Mosh» (version 2)        | 2005 | Dale Resteghini            | Alive 2                      |
| «The Devil You Know»                  | 2012 | N/A                        | Worship Music                |
| «A Skeleton In the Closet» (Live)     | 2014 | N/A                        | Chile On Hell                |
| «Evil Twin» (Lyric Video)             | 2015 | N/A                        | For All Kings                |
| «Breathing Lightning» (Lyric Video)   | 2016 | N/A                        | For All Kings                |
| «Blood Eagle Wings»                   | 2016 | Jack Bennett               | For All Kings                |
| «Zero Tolerance» (Lyric Video)        | 2016 | N/A                        | For All Kings                |
| «Monster At The End»                  | 2016 | N/A                        | For All Kings                |
| «Suzerain» (Lyric Video)              | 2016 | N/A                        | For All Kings                |
| «In The End»                          | 2017 | Matt Hanaran               | For All Kings                |